# Metall amorf

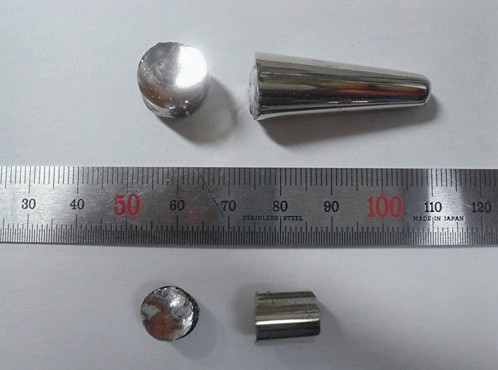
Mostres de Metall amorf, amb escala a centímetres

Un metall amorf és un material metàl·lic amb una estructura desordenada a escala atòmica. A diferència de la majoria dels metalls, que són cristal·lins i, per tant, tenen un arranjament summament ordenat d'àtoms, els aliats amorfs són no cristal·lins. Els materials en els quals es produeix una estructura així de desordenada en forma directa des de l'estat líquid durant la solidificació s'anomenen "vidres", de manera que els metalls amorfs són comunament referenciats com vidres metàl·lics o metalls vitris. No obstant això, existeixen diverses formes, a part de la solidificació ·"extremadament ràpida", per produir metalls amorfs, incloent deposició física de vapors, reaccions d'estat sòlid, implantació d'ions, melt spinning, i aliatge mecànic. Alguns científics no consideren als metalls amorfs produïts mitjançant aquestes tècniques com vidres. No obstant això, els especialistes en materials consideren generalment als aliats amorfs com una única classe de materials, independentment de com hagin sigut obtinguts.
Anteriorment, petits lots de metalls amorfs eren produïts mitjançant una varietat de mètodes de refredament ràpid. Per exemple, s'han produït filferros de metall amorf mitjançant polvorització de metall fos sobre un disc de metall girant. El refredament ràpid, en l'ordre de milions de graus per segon, és massa ràpid per permetre la formació de vidres i el material es trobi "atrapat" en estat vitri. Més recentment, s'han obtingut una sèrie d'aliatges amb taxa de refredament crítica prou baixa com per permetre la formació d'estructures amorfes en capes gruixudes (més d'1 mil·límetre). Aquests es coneixen com a vidres metàl·lics gruixuts (bulk metallic glasses (BMG)). Liquidmetal ven una sèrie de BMGs de base titani, desenvolupats en estudis duts a terme originalment a Caltech. Fa poc s'han produït lots d'acers amorfs que mostren resistències molt més grans que acers aliats convencionals.

## Història
El primer vidre metàl·lic reportat va ser un aliatge (Au75 Si25) produïda en Caltech per W. Klement (Jr), Willens i Duwez el 1960. Aquesta i altres primitives aliatges formadores de vidre metàl·lic havien de ser refredades extremadament ràpid (en un ordre de mega kelvin per segon, 10⁶ K/s) per evitar la seva cristal·lització. Una conseqüència important d'això va ser que els vidres metàl·lics només podien produir un limitat nombre de formes (en general llistons, làmines o cables) on una dimensió era molt petita, perquè amb això la calor pogués ser extret prou ràpid per assolir l'òptima velocitat de refredament. Com a resultat, els espècimens de vidre metàl·lic (excepte algunes excepcions) estaven limitats a un gruix de menys de 100 micròmetres.
El 1969, dins d'un aliatge de 77,5% pal·ladi, 6% coure, i 16,5% silici es va trobar que tenia un rang crític de refredament d'entre 100 a 1000 K/s.